# Nototriton limnospectator
Nototriton limnospectator là một loài kỳ giông trong họ Plethodontidae. Trong tiếng Anh thường gọi là Santa Barbara Moss Salamander.
Nó là loài đặc hữu của Honduras.
Môi trường sống tự nhiên của chúng là vùng núi ẩm nhiệt đới hoặc cận nhiệt đới.
Nó bị đe dọa do mất môi trường sống.

## Hình ảnh

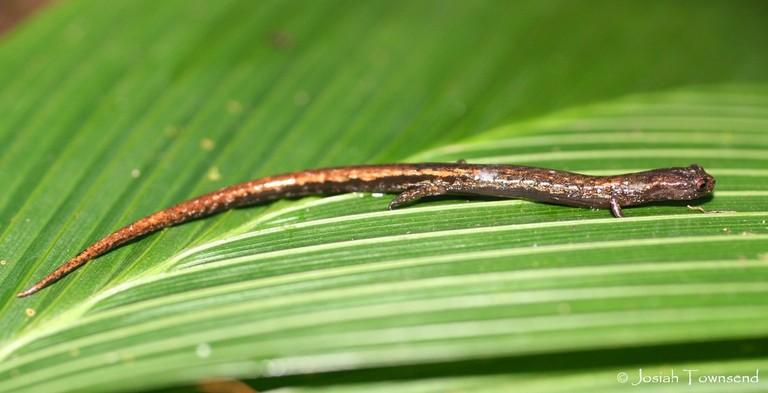